# TOKYO No.1 カワイイラジオ
TOKYO No.1 カワイイラジオ(トウキョウ・ナンバーワン・カワイイラジオ)はJFN系列で放送されていた番組である。

## 概要
世界で注目されているアニメ、漫画、J-POPなどの「カワイイ」について届ける番組である。放送基準日は土曜の27:30 - 28:00。
その後、2014年10月より『スキマから聴こえてくるラジオ』に内包され、第1週目「ジャパラボ」を同じパーソナリティで担当していたが、2015年12月4日に櫻井孝昌が死去したため、2016年2月放送分をもって終了することになった。

## パーソナリティ
- 櫻井孝昌
- 上坂すみれ

## 放送時間・ネット局

### 同時ネット（27:30 - 28:00）
- FM青森
- FM岩手
- Rhythm Station
- ふくしまFM[1]
- FMぐんま[2]
- RADIO BERRY
- FMとやま
- HELLO FIVE[3]
- FM福井
- Radio80[4]
- レディオキューブFM三重
- e-radio
- V-air
- FM OKAYAMA
- FMY
- FM香川
- FM徳島
- Hi-Six
- FM佐賀
- FM長崎
- FMK
- FM大分
- JOY FM
- μ-FM
- FM OKINAWA

### 時間外ネット（先行ネット）
- AFM　土曜 26:30 - 27:00[1]
- FM長野 土曜 25:30 - 26:00[5][6]

### 未ネット
- Air-G'
- Date fm
- FM NIIGATA[6]
- TOKYO FM[7]
- K-MIX
- FM AICHI
- FM OSAKA[8]
- Kiss FM KOBE[6]
- HFM[9]
- JOEU-FM
- FM FUKUOKA